# Risoluzione 1706 del Consiglio di sicurezza delle Nazioni Unite
La Risoluzione 1706 dell'ONU venne decisa il 31 agosto 2006 dal Consiglio di Sicurezza delle Nazioni Unite con dodici voti a favore e tre astenuti (Repubblica Popolare Cinese, Qatar, Russia).
La risoluzione prevede l'invio di 22 500 caschi blu nella regione sudanese del Darfur in supporto ai 7 000 uomini dell'Unione Africana già presenti nell'area.
Il governo sudanese ha rifiutato di partecipare alla sessione del Consiglio di Sicurezza ed ha immediatamente rigettato la risoluzione. Il 5 settembre l'Unione Africana annuncia il ritiro delle proprie truppe alla fine del mandato della missione (il 30 settembre), il giorno dopo però gli Stati Uniti annunciano che le truppe resteranno anche dopo la scadenza della missione.
Il 2 ottobre infatti l'Unione Africana annuncia che estenderà la propria missione sino al 31 dicembre 2006: alla nuova missione parteciperrano anche circa 200 militari delle Nazioni Unite. Il 9 ottobre la Lega Araba annuncia che il presidente del Sudan ha rifiutato l'invio di forze di peacekeeping promettendo però soluzioni alternative in un prossimo futuro.